# Knidos
Knidos (řecky Κνίδος, latinsky Cnidus) bylo řecké antické přístavní město ve starověké Kárii a součástí Dórského šestiměstí v jihozápadní Malé Asii, dnešním Turecku.

## Poloha
Město Knidos se rozkládalo na jihozápadní špičce tureckého poloostrova Datça (někdy také nazývaného Reşadiye). který tvoří jižní stranu zálivu Gökova. Jeho pozůstatky se nachází asi 35 km od města Datça v provincii Mugla naproti řeckému ostrovu Kós. Zda leželo na špici poloostrova už od svého založení nebo tam bylo přemístěno ze středu poloostrova od dnešní Datçy až v pozdně klasické době, je sporné.

## Historie
Zmínky o otrokyních z Knidu se nacházejí již na tabulkách ze začátku 12. století př. n. l. psaných lineárním písmem B, které byly nalezeny v Pylu. Archeologické vykopávky odhalily stopy minojské i mladší mykénské civilizace, dosud však není jasné, zda se na lokalitě nacházelo minojské nebo mykénské osídlení. Město bylo založeno Dóry a stalo se členem svazku dórských měst. Kolem roku 580 př. n. l. se účastnilo sicilské kolonizace a také se podílelo na vzniku řecké svatyně Hellenion v egyptském městě Naukratis. Kolem roku 550 př. n. l. město nechalo postavit klenotnici v Delfách. Roku 540 př. n. l. je dobyl perský vojevůdce Harpagos. Pod perskou nadvládou zůstalo až do řeckého vítězství v bitvách u mysu Mykalé v roce 479 př. n. l. a u Eurymédóntu roku 465 př. n. l. V roce 477 př. n. l. se stalo členem athénského námořního spolku, roku 412 př. n. l. připadlo Spartě, poté následovala opět perská nadvláda. V roce 394 př. n. l. porazil athénský vojevůdce v perských službách Konón v námořní bitvě u Knidu spartskou flotilu. Ve 3. století př. n. l. město patřilo Ptolemaiovcům, roku 190 př. n. l. se dostalo pod vliv Rhodu a od roku 167 př. n. l. bylo svobodné.
V římské říši patřil Knidos do provincie Asie. V letech 263–467 bylo město opakovaně zasaženo silným zemětřesením. V pozdní antice zde vzniklo biskupství a dodnes stále existuje jako římskokatolické titulární biskupství Cnidus. V polovině 7. století město zničila arabská flotila.

## Archeologie

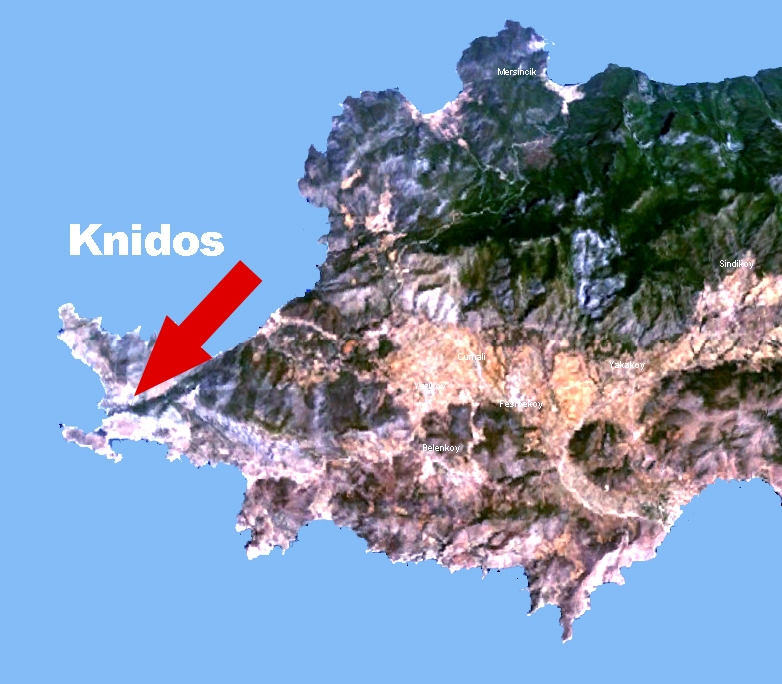
Knidos, snímek ze satelitu

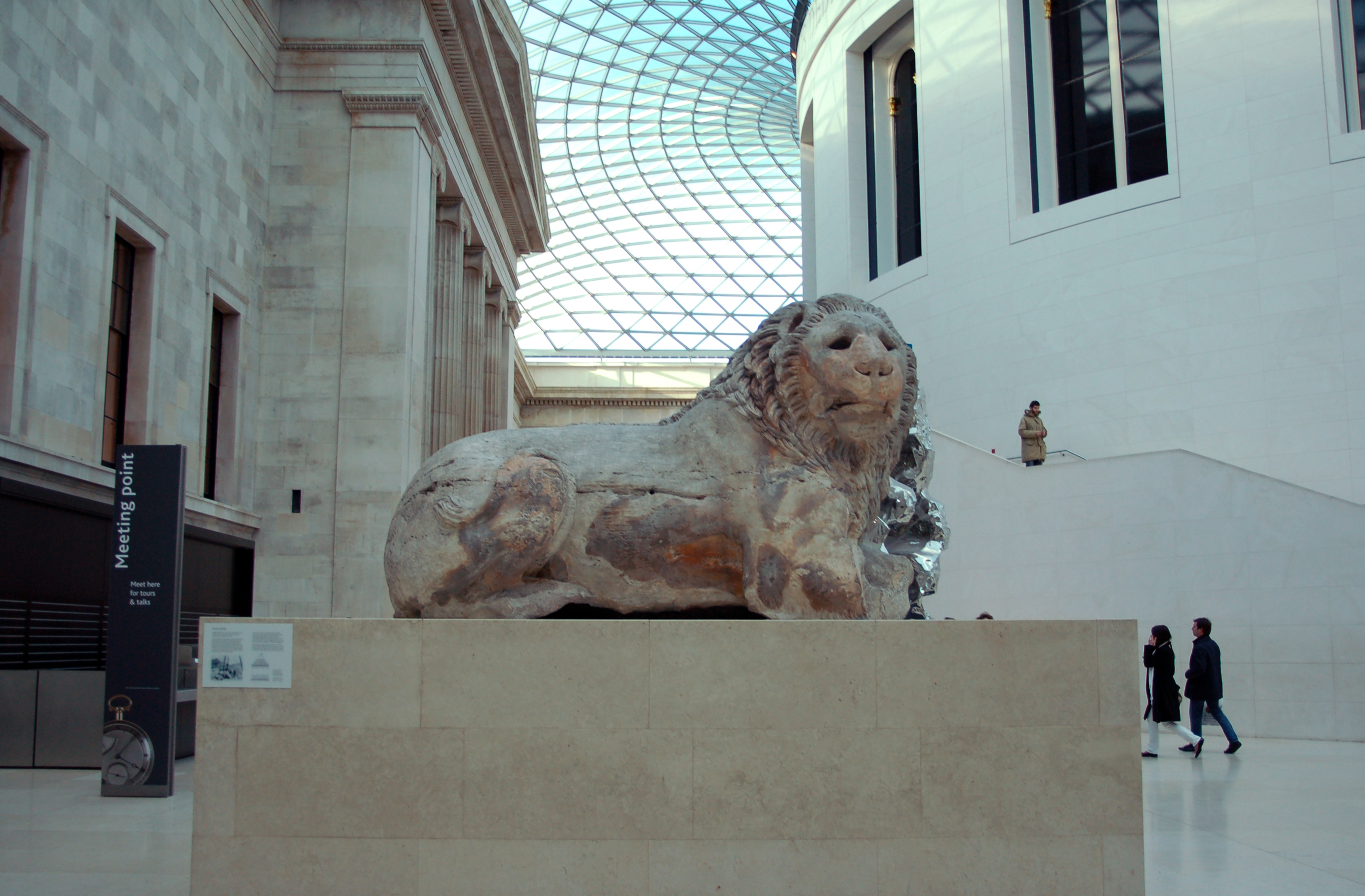
Lev z Knidu v Britském muzeu v Londýně

První znalosti o městské topografii přinesla v roce 1812 výprava britské společnosti Society of Dilettanti a vykopávky, které v letech 1857–1858 vedl Charles Thomas Newton. Byly identifikovány agora, divadlo, odeon, Dionýsův chrám, chrám Múz, chrám Afrodity a velké množství menších budov. Podařilo se velmi dobře vypracovat celkový plán města.
Sochař Praxiteles vytvořil pro Knidos svou nejslavnější sochu Afrodity. Byla sice zničena, ale existují pozdější kopie, z nichž nejvěrnější se nachází ve Vatikánských muzeích. V chrámu objevil Newton také sochu sedící řecké bohyně Démétér z Knidu, která je nyní vystavena v Britském muzeu. Asi tři kilometry jihovýchodně od města nalezl trosky nádherné hrobky a kolosální sochu lva, vytesanou z jednoho bloku pentelského mramoru 3 metry dlouhého a 1,8 metru vysokého, která měla připomínat velké námořní vítězství v bitvě u Knidu, ve které Konón porazil v roce 394 př. n. l. Sparťany. Lev z Knidu je nyní vystaven v Britském muzeu ve Velké dvoraně královny Alžběty II.

### Zajímavosti
Město bylo vyhlášené svou lékařskou školou  (její zástupci byli známí a vyhledávaní již v klasické době) a také chrámem bohyně Afrodity s její sochou od Praxitela. Nedaleko města se nacházel Apollónův chrám v Triopiu.

### Biblická zmínka
Místo Knidos je také zmíněno v Bibli. Ve Skutcích apoštolů píše evangelista Lukáš o čtvrté misijní cestě Pavla z Tarsu: „Mnoho dní jsme pluli pomalu a stěží jsme se dostali do míst naproti Knidu. Protože nám vítr bránil, pluli jsme kolem Salmóny chráněni Krétou.“ — ČEP, Skutky apoštolů 27,7  

### Ražba mincí
Knidos razil velmi brzo vlastní mince, jeho oboly a stříbrné drachmy jsou doloženy nejpozději od druhé poloviny 6. století př. n. l. Obvykle mají na jedné straně lví hlavu a na druhé hlavu Afrodity. Tyto rané mince ještě nebyly popsány.

## Slavní občané
- Ktésias z Knidu, řecký historik
- Eudoxos z Knidu, matematik a filozof
- Sostratos z Knidu, helénistický architekt